# Берне (округ)
Округ Берне (фр. Arrondissement de Bernay) — округ у Франції, в департаменті Ер. 2023 року округ об'єднував 297 муніципалітетів, населення становило 225 807 осіб.
Адміністративний центр (супрефектура) — Берне.

## Муніципалітети
Список муніципалітетів округу:
1. Аклу
2. Амбене
3. Амфревіль-Сент-Аман
4. Аньєр
5. Аппвіль-Аннбо
6. Аркур
7. Армантьєр-сюр-Авр
8. Баєль-ла-Валле
9. Базок
10. Бакпюї
11. Балін
12. Барвіль
13. Барк
14. Барке
15. Барнвіль-сюр-Сен
16. Безвіль
17. Бемекур
18. Беранжвіль-ла-Кампань
19. Бервіль-ла-Кампань
20. Бервіль-сюр-Мер
21. Берне
22. Берньянвіль
23. Бертувіль
24. Богуе
25. Бомон-ле-Роже
26. Бомонтель
27. Боннвіль-Апто
28. Боробер
29. Босрумуа
30. Бре
31. Бре-сюр-Авр
32. Бретей
33. Бретіньї
34. Брето
35. Бріонн
36. Бровіль
37. Броглі
38. Буа-Анзере
39. Буа-Арно
40. Буа-Норман-пре-Лір
41. Буане
42. Буасе-ле-Шатель
43. Буассі-Ламбервіль
44. Буклон
45. Букто
46. Булльвіль
47. Бур-Ашар
48. Бурневіль-Сент-Круа
49. Бурненвіль-Фавроль
50. Бурт
51. Валай
52. Валлето
53. Ваннекрок
54. Венон
55. Верней-д'Авр-е-д'Ітон
56. Вернесс
57. В'є-Пор
58. Вілле-сюр-ле-Небур
59. Віллетт
60. Віто
61. Вревіль
62. Вуаскревіль
63. Гло-сюр-Риль
64. Граврон-Семервіль
65. Гран-Бургтерульд
66. Гран-Кам
67. Гросле-сюр-Риль
68. Гупій-Отон
69. Гурне-ле-Герен
70. Добеф-ла-Кампань
71. Дрюкур
72. Дюранвіль
73. Едревіль-ан-Льєвен
74. Езьє
75. Екаклон
76. Екарданвіль-ла-Кампань
77. Екманвіль
78. Ековіль
79. Екто
80. Ектомар
81. Еманвіль
82. Епегар
83. Епень
84. Епревіль-ан-Льєвен
85. Епревіль-пре-ле-Небур
86. Етревіль
87. Етюркере
88. Євіль-сюр-Монфор
89. Живервіль
90. Жуїньєтт
91. Івіль
92. Кальвіль
93. Кампіньї
94. Канаппвіль
95. Каорш-Сен-Нікола
96. Капель-ле-Гран
97. К'єбеф-сюр-Сен
98. Кіттебеф
99. Ковервіль-ан-Румуа
100. Кольто
101. Комбон
102. Комон
103. Конде-сюр-Риль
104. Контвіль
105. Кормей
106. Корневіль-ла-Фукетьєр
107. Корневіль-сюр-Риль
108. Кресто
109. Крикбеф-ла-Кампань
110. Кровіль-ла-В'єй
111. Курбепін
112. Куртей
113. Ла-Аранжер
114. Ла-В'єй-Лір
115. Ла-Гулафрієр
116. Ла-Е-де-Кальвіль
117. Ла-Е-де-Руто
118. Ла-Е-дю-Тей
119. Ла-Е-Обре
120. Ла-Е-Сен-Сільвестр
121. Ла-Ланд-Сен-Леже
122. Ла-Нев-Лір
123. Ла-Невіль-дю-Боск
124. Ла-Ное-Пулен
125. Ла-Піль
126. Ла-Потрі-Матьє
127. Ла-Соссе
128. Ла-Триніте-де-Ревіль
129. Ла-Триніте-де-Тубервіль
130. Ла-Уссе
131. Ла-Шапель-Бевель
132. Ла-Шапель-Готьє
133. Ла-Шапель-Аран
134. Ле-Барій
135. Ле-Бек-Еллуен
136. Ле-Бек-Тома
137. Ле-Бо-де-Бретей
138. Ле-Боск-дю-Тей
139. Ле-Боттеро
140. Ле-Буа-Еллен
141. Ле-Ланден
142. Ле-Лем
143. Ле-Меній-Сен-Жан
144. Ле-Мон-дю-Румуа
145. Ле-Небур
146. Ле-Нуаєр-ан-Уш
147. Ле-Перре
148. Ле-Планке
149. Ле-Плас
150. Ле-Плессі-Сент-Оппортюн
151. Ле-Прео
152. Ле-Тей-Нолан
153. Ле-Тієль-Ламбер
154. Ле-Тор
155. Ле-Трамбле-Омонвіль
156. Ле-Тронк
157. Ле-Тюї-де-л'Уазон
158. Ле-Фавриль
159. Ліве-сюр-Оту
160. Л'Ом
161. Лоне
162. Льєре
163. Малуї
164. Мальвіль-сюр-ле-Бек
165. Мандевіль
166. Мандр
167. Маннвіль-ла-Рау
168. Маннвіль-сюр-Риль
169. Марбеф
170. Марбуа
171. Маре-Верньє
172. Мартенвіль
173. Мелікур
174. Мені-ан-Уш
175. Меній-Руссе
176. Меній-сюр-Ітон
177. Меннваль
178. Монтрей-л'Аржіє
179. Монфор-сюр-Риль
180. Моренвіль-Жуво
181. Морсан
182. Нассандр-сюр-Риль
183. Невіль-сюр-Оту
184. Ноар
185. Нотр-Дам-д'Епін
186. Нотр-Дам-дю-Амель
187. Нофль-Оверньї
188. Овіль
189. Онгмар-Генувіль
190. Ондувіль
191. Оту
192. Пізе
193. План
194. Пленвіль
195. Понт-Одеме
196. Понт-Оту
197. Пюлле
198. П'янкур
199. Ромії-ла-Пютене
200. Руж-Перр'є
201. Ружмонтьє
202. Руто
203. Рюгль
204. Сель
205. Сен-Бенуа-дез-Омбр
206. Сен-Венсан-дю-Буле
207. Сен-Віктор-де-Шретьянвіль
208. Сен-Віктор-д'Епін
209. Сен-Віктор-сюр-Авр
210. Сен-Грегуар-дю-В'євр
211. Сен-Дені-д'Ожерон
212. Сен-Дені-де-Мон
213. Сен-Дідьє-де-Буа
214. Сен-Жан-дю-Тенне
215. Сен-Жермен-де-Паск'є
216. Сен-Жермен-ла-Кампань
217. Сен-Жорж-дю-В'євр
218. Сен-Кристоф-сюр-Авр
219. Сен-Кристоф-сюр-Конде
220. Сен-Леже-де-Рот
221. Сен-Леже-дю-Женнете
222. Сен-Лоран-дю-Тансеман
223. Сен-Маклу
224. Сен-Мар-де-Блакарвіль
225. Сен-Мар-де-Френ
226. Сен-Мартен-дю-Тієль
227. Сен-Мартен-Сен-Фірмен
228. Сен-Мелен-дю-Боск
229. Сен-П'єрр-де-Серньєр
230. Сен-П'єрр-де-Кормей
231. Сен-П'єрр-де-Салерн
232. Сен-П'єрр-де-Флер
233. Сен-П'єрр-дез-Іф
234. Сен-П'єрр-дю-Босгерар
235. Сен-П'єрр-дю-Валь
236. Сен-Поль-де-Фурк
237. Сен-Самсон-де-ла-Рок
238. Сен-Семфор'ян
239. Сен-Сільвестр-де-Кормей
240. Сен-Сімеон
241. Сен-Сір-де-Салерн
242. Сен-Сір-ла-Кампань
243. Сен-Сюльпіс-де-Грембувіль
244. Сен-Фільбер-сюр-Буасе
245. Сен-Фільбер-сюр-Риль
246. Сент-Антонен-де-Соммер
247. Сент-Аньян-де-Серньєр
248. Сент-Елуа-де-Фурк
249. Сент-Етьєнн-л'Альє
250. Сент-Коломб-ла-Коммандрі
251. Сент-Марі-д'Атте
252. Сент-Обен-д'Екровіль
253. Сент-Обен-де-Селлон
254. Сент-Обен-дю-Тенне
255. Сент-Обен-сюр-К'єбеф
256. Сент-Оппортюн-дю-Боск
257. Сент-Оппортюн-ла-Мар
258. Сент-Уан-де-Поншей
259. Сент-Уан-де-Тубервіль
260. Сент-Уан-дю-Тієль
261. Серкіньї
262. Сессвіль
263. Сільвен-Ле-Мулен
264. Тенувіль
265. Тібервіль
266. Тібувіль
267. Тійєр-сюр-Авр
268. Токвіль
269. Тре-Сан-ан-Уш
270. Трикевіль
271. Трувіль-ла-Оль
272. Турвіль-ла-Кампань
273. Турвіль-сюр-Понт-Одеме
274. Турнедо-Буа-Юбер
275. Тутенвіль
276. Тьєрвіль
277. Уеттвіль
278. Фатувіль-Грестен
279. Фегероль
280. Феррієр-Сен-Ілер
281. Фікфлер-Екенвіль
282. Фланкур-Крессі-ан-Румуа
283. Фольвіль
284. Фонтен-л'Аббе
285. Фонтен-ла-Луве
286. Фор-Мовіль
287. Франквіль
288. Френ-Ковервіль
289. Френез-сюр-Риль
290. Фуквіль
291. Фульбек
292. Шамблак
293. Шамбор
294. Шамбуа
295. Шез-Дьє-дю-Тей
296. Шеннбрен
297. Шеронвільє